# Primera cita
Primera Cita é o álbum de estreia da boy band latino-americana CNCO. O álbum foi lançado em 26 de agosto de 2016 através da Sony Music Latin.

## Desempenho comercial
O álbum estreou no 1º lugar na parada Billboard Top Latin Albums com vendas na primeira semana de 11.000 cópias nos Estados Unidos. Também acumulou mais de milhão de streams on Spotify em poucas horas após seu lançamento. Primera Cita foi a estreia latina de melhor vendagem de 2016 nos Estados Unidos e em Porto Rico. O álbum também estreou no Top 10 em 15 países, incluindo o 1º lugar na Bolívia, Equador e Guatemala.

## Lista de faixas
| N.º            | Título                                              | Compositor(es)                                                                                       | Duração |  |
| 1.             | "Quisiera"                                          | Víctor Delgado Juan Luis Londoño Juan Luis Morera                                                    | 3:05    |  |
| 2.             | "Tan Fácil"                                         | Christian Linares Juan Luis Morera Marco Ramírez Víctor Rafael Torres                                | 3:30    |  |
| 3.             | "Reggaetón Lento (Bailemos)"                        | Jadan Andino Jorge Class Luis Ángel O'Neill Eric Pérez                                               | 3:42    |  |
| 4.             | "Primera Cita"                                      | Ricardo Mendoza                                                                                      | 3:38    |  |
| 5.             | "Para Enamorarte"                                   | Juan Luis Morera Mauricio Rengifo Sebastián Yatra                                                    | 3:08    |  |
| 6.             | "No Entiendo"                                       | Marcos Alfonso Ramírez Carrasquillo Juan Luis Morera Norgie Noriega José Torres VÍctor Rafael Torres | 4:12    |  |
| 7.             | "Devuélveme Mi Corazón"                             | David Augustave Juan Luis Morera Bruno Nicolás José Luis De La Pena                                  | 3:26    |  |
| 8.             | "Cometa"                                            | Yadam González Beatríz Luengo Yotuel Romero                                                          | 3:37    |  |
| 9.             | "Volverte a Ver"                                    | Christian Carrasquillo Marcos Alfonso Ramírez Carrasquillo Juan Luis Morera Víctor Rafael Torres     | 4:11    |  |
| 10.            | "Tú Luz"                                            | Marcos Alfonso Ramírez Carrasquillo Juan Luis Morera Víctor Rafael Torres                            | 3:53    |  |
| 11.            | "Cien"                                              | Andy Clay Juan Luis Morera Gabriel Rodríguez                                                         | 3:07    |  |
| 12.            | "Más Allá"                                          | Marcos Alfonso Ramírez Carrasquillo Juan Luis Morera Víctor Rafael Torres                            | 3:40    |  |
| 13.            | "Quisiera (versão de balada)" (feat. Abraham Mateo) | Victor Delgado Juan Luis Londoño Juan Luis Morera                                                    | 3:08    |  |
| 14.            | "Tan Fácil (remix)" (feat. Wisin)                   | Christian Linares Juan Luis Morera Marco Ramírez Víctor Rafael Torres                                | 3:45    |  |
| Duração total: | Duração total:                                      | Duração total:                                                                                       | 50:17   |  |

| Versão Brasil  |                                                           |                                                                       |         |  |
| N.º            | Título                                                    | Compositor(es)                                                        | Duração |  |
| 14.            | "Tan Fácil (versão espanhol-português)" (feat. Zé Felipe) | Christian Linares Juan Luis Morera Marco Ramírez Víctor Rafael Torres | 3:29    |  |
| Duração total: | Duração total:                                            | Duração total:                                                        | 49:46   |  |

## Desempenho nas paradas
| Parada (2016)                     | Melhor posição |
| --------------------------------- | -------------- |
| Álbuns Argentinos (CAPIF)         | 6              |
| Álbuns Mexicanos (AMPROFON)       | 15             |
| Espanha (PROMUSICAE)              | 24             |
| Álbuns Uruguaios (CUD)            | 4              |
| Estados Unidos (Billboard 200)    | 39             |
| Estados Unidos (Latin Pop Albums) | 1              |
| Estados Unidos (Top Latin Albums) | 1              |

| Parada (2016)                   | Posição |
| ------------------------------- | ------- |
| US Latin Pop Albums (Billboard) | 6       |
| US Top Latin Albums (Billboard) | 14      |

## Certificações
| País                  | Certificação  | Unidades certificadas/Vendas |
| --------------------- | ------------- | ---------------------------- |
| Colômbia (ASINCOL)    | Ouro          | 10.000                       |
| México (AMPROFON)     | Ouro          | 30.000                       |
| Estados Unidos (RIAA) | Ouro (Latino) | 30.000                       |

## Más Allá Tour
CNCO embarcou na Más Allá Tour a fim de promover o álbum. A turnê iniciou em 26 de fevereiro de 2017 em Cochabamba, Bolívia e terminará em 21 de outubro de 2017 em Madrid, Espanha.

### Setlist
Este é set list do show de 1 de abril de 2017 em Santo Domingo, República Dominicana. Não representa todos os concertos ao longo da turnê.
1. "Más Allá"
2. "Tan Fácil"
3. "Para Enamorarte"
4. "Cometa"
5. "Cien"
6. "Tu Luz"
7. "Disparo al Corazón" (cover de Ricky Martin)[A]
8. "Despacito" (cover de Luis Fonsi)[B]
9. "Mercy" (cover de Shawn Mendes)[C]
10. "Ya Me Enteré" (cover de Reik)[D]
11. "Can't Feel My Face"/"One Dance" (cover de The Weeknd e Drake)[E]
12. "Devuelveme Mi Corazón"
13. "24K Magic" (cover de Bruno Mars)
14. "Volverte a Ver"
15. "Otra Vez" (cover de Zion & Lennox)
16. "No Entiendo"
17. "Hey DJ"
18. "Quisiera"
19. "Primera Cita"
20. "Reggaetón Lento (Bailemos)"

- Durante as datas selecionadas, Richard apresentou um cover de "Safari" de J Balvin em vez de "Can't Feel My Face"/"One Dance".

1. ↑  Apresentada por Erick Brian Colon
2. ↑  Apresentada por Christopher Velez
3. ↑  Apresentada por Joel Pimentel
4. ↑  Apresentada por Zabdiel De Jesús
5. ↑  Apresentada por Richard Camacho

### Datas da turnê
| Data                    | Cidade                  | País                 | Local                           |                |                |                |
| América do Sul          | América do Sul          | América do Sul       | América do Sul                  | América do Sul | América do Sul | América do Sul |
| ----------------------- | ----------------------- | -------------------- | ------------------------------- | -------------- | -------------- | -------------- |
| 26 de fevereiro de 2017 | Cochabamba              | Bolívia              | Campo Ferial                    |                |                |                |
| 27 de fevereiro de 2017 | Santa Cruz de la Sierra | Bolívia              | Juventud Carnavalera            |                |                |                |
| 28 de fevereiro de 2017 | Santa Cruz de la Sierra | Bolívia              | Bloque Carnavalero              |                |                |                |
| 16 de março de 2017     | Guaiaquil               | Equador              | Centro de Convenciones          |                |                |                |
| 17 de março de 2017     | Machala                 | Equador              | Estádio 9 de Maio               |                |                |                |
| 18 de março de 2017     | Salinas                 | Equador              | Estadio Camilo Gallegos         |                |                |                |
| 23 de março de 2017     | Cuenca                  | Equador              | Coliseo Jefferson Perez Quezada |                |                |                |
| 24 de março de 2017     | Ambato                  | Equador              | Estádio Bellavista              |                |                |                |
| 25 de março de 2017     | Quito                   | Equador              | Coliseo General Rumiñahui       |                |                |                |
| América do Norte        |                         |                      |                                 |                |                |                |
| 30 de março de 2017     | Cidade do Panamá        | Panamá               | Figali Convention Center        |                |                |                |
| 1 de abril de 2017      | Santo Domingo           | República Dominicana | Salón de Eventos de Sambil      |                |                |                |
| 11 de abril de 2017     | Ciudad Valles           | México               | Teatro del Pueblo               |                |                |                |
| 13 de abril de 2017     | Puerto Quetzal          | Guatemala            | Super 24                        |                |                |                |
| 15 de abril de 2017     | Xicotepec               | México               | Recinto del Pueblo              |                |                |                |
| 22 de abril de 2017     | San Juan                | Porto Rico           | Coliseu José Miguel Agrelot     |                |                |                |
| 29 de abril de 2017     | San Salvador            | El Salvador          | Centro de Ferias y Convenciones |                |                |                |
| América do Sul          |                         |                      |                                 |                |                |                |
| 25 de maio de 2017      | Montevidéu              | Uruguai              | Palacio Peñarol                 |                |                |                |
| 26 de maio de 2017      | Buenos Aires            | Argentina            | Luna Park                       |                |                |                |
| 26 de maio de 2017      | Buenos Aires            | Argentina            | Luna Park                       |                |                |                |
| 28 de maio de 2017      | Buenos Aires            | Argentina            | Luna Park                       |                |                |                |
| 28 de maio de 2017      | Buenos Aires            | Argentina            | Luna Park                       |                |                |                |
| 30 de maio de 2017      | Córdoba                 | Argentina            | Quality Espacio                 |                |                |                |
| 8 de julho de 2017      | Lima                    | Peru                 | Estadio Nacional                |                |                |                |
| América do Norte        |                         |                      |                                 |                |                |                |
| 20 de julho de 2017     | Monterrey               | México               | Arena Monterrey                 |                |                |                |
| 21 de julho de 2017     | Cidade do México        | México               | Auditório Nacional              |                |                |                |
| 23 de julho de 2017     | Guadalajara             | México               | Telmex Auditorium               |                |                |                |
| 25 de julho de 2017     | Durango                 | México               | Velaria                         |                |                |                |
| Europa                  |                         |                      |                                 |                |                |                |
| 21 de outubro de 2017   | Madrid                  | Espanha              | WiZink Center                   |                |                |                |
| América do Norte        |                         |                      |                                 |                |                |                |
| 9 de dezembro de 2017   | Santiago                | Chile                | Movistar Arena                  |                |                |                |

### Shows cancelados
| Data                | Cidade    | País      | Local             | Motivo                |
| ------------------- | --------- | --------- | ----------------- | --------------------- |
| 31 de março de 2017 | Venezuela | Venezuela | Forum de Valencia | "Questões logísticas" |